# Аптер, Дейвид Эрнст
Дейвид Эрнст Аптер (англ. David Ernest Apter; 18 декабря 1924 года ― 4 мая 2010 года) ― американский политолог и социолог. Старший научный сотрудник Йельского университета.
Дейвид Аптер родился 18 декабря 1924 года в Бруклине, Нью-Йорк. Преподавал в Северо-Западном университете в Иллинойсе, в Чикагском университете (где он был исполнительным секретарём Комитета сравнительных исследований новых наций), в Калифорнийском университете (где он был директором Института международных исследований) и в Йельском университете, где он по совместительство занимался исследовательской работой в областях политологии и социологии, а также занимал должность директора Отдела социальных наук и был одним из основателей Гуманитарного центра имени Уитни. В 1966 году он был избран членом Американской академии искусств и наук.
Он был стипендиатом Гуггенхайма, приглашённым научным сотрудником в All Souls College, Оксфорд, научным сотрудником Института перспективных исследований в Принстоне, штат Нью-Джерси, сотрудником Центра перспективных исследований поведенческих наук в Пало-Альто, Калифорния, научным сотрудником в Нидерландском института перспективных исследований, а также лектором Общества Phi Beta Kappa. Он проводил полевые исследования в области социального развития, демократизации и политическому насилию в Африке, Латинской Америке, Японии и Китае.
Работы Аптера отличались междисциплинарным характером, объединяющий проблематику и методы политологии, антропологии, социологии, философии и соединяющий сравнительные исследования с историческими.
Аптер считал, что модернизация – особый случай развития, выражающийся в специализации функциональных ролей в обществе и в секуляризации. 
Векторы данного процесса задает государство и политические партии. Аптер определил эти политические системы как  «системы урегулирования» - это приближенные к существующим в обществе нормативным стандартам в промышленно развитых странах, и «мобилизационные системы»- это стремящиеся революционизировать общество и навязать ему отличающиеся от существующих нормативные стандарты. 
В 2006 году Дейвид Аптер стал первым лауреатом премии Фонда Маттея Догана за свой вклад в междисциплинарные исследования.
Умер в своем доме в Норт-Хейвене, штат Коннектикут, от осложнений, вызванных раком, 4 мая 2010 года.